# Millok Sándor
Millok Sándor (Molnár Sándor) (Budapest, 1887. január 26. – Sopron, 1959. június 18.) magyar újságíró, szociáldemokrata politikus.

## Életpálya
A Déli Vasútnál volt munkás, majd tisztviselő, 1914-től a szociáldemokrata párt tagja. A Tanácsköztársaság bukása után Bécsbe emigrált. 1924 végén jött haza. 1944-ben a németek elfogták, és a mauthauseni koncentrációs táborba vitték. 1945 májusában tért haza.  1948-ban munkásegység-ellenes magatartása miatt kizárták az MSZDP-ből. Ekkor visszavonult a politikától, Szigethalmon élt.

## Politikai, közéleti funkciói
- A Magyar Vasutasok Szövetsége egyik vezetője (1918–1919)
- A Villamos és HÉV Alkalmazottak Országos Szövetsége titkára (1926–)
- A Magántisztviselők és Szakszervezete és az MTE elnöke (1930–)
- A Fővárosi Törvényhatósági Bizottság tagja (1930–1944)
- Az Ideiglenes nemzetgyűlés tagja, miniszterelnökségi államtitkár. (1945)
- Hazahozatali kormánybiztos (1945 – 1947)
- Az MSZDP frakcióvezetője a budapesti törvényhatósági bizottságban (1945–1947)
- A BSZKRT igazgatósági elnök

## Szerkesztőként
- Magyar Vasutas (1918–1919)
- Villamos (1926–)
- Népszava (1941 május – 1944 március) A sokat idézett „Karácsonyi szám” is Millok Sándor szerkesztésével készült

## Kitüntetései
- Magyar Szabadság Érdemrend
- Magyar Köztársasági Érdemrend

## Művei
- Idegen határban; Világosság Ny., Budapest, 1930
- A kínok útja. (Budapesttől – Mauthausenig. Élmény regény. (1945)
- A kínok útja. Budapesttől – Mauthausenig. Élményregény; Scolar, Budapest, 2017 (Tanúságtevők)